# Bruce Chatwin
Bruce Chatwin (ur. 13 maja 1940 w Dronfield, zm. 18 stycznia 1989 w Nicei) – angielski pisarz i podróżnik.

## Życiorys
Początkowo pracował jako ekspert od impresjonizmu w Sotheby’s w Londynie. Potem zainteresował się archeologią. Odbył podróże do Chin, Patagonii, Beninu, Australii. Był biseksualistą, zmarł na AIDS.

## Nagrody
- Hawthornden Prize, 1978
- E. M. Forster Award, 1979
- Whitbread Book of the Year Award, 1982
- James Tait Black Memorial Prize, 1982

## Dzieła
|      | Tytuł oryginalny          | Polski tytuł                     | Polskie wydanie                                           |
| ---- | ------------------------- | -------------------------------- | --------------------------------------------------------- |
| 1977 | In Patagonia              | W Patagonii                      | Świat Książki, 2007                                       |
| 1980 | The Viceroy of Ouidah     | Wicekról Ouidah                  | Świat Książki, 2007                                       |
| 1982 | On the Black Hill         | Na Czarnym Wzgórzu               | Świat Książki, 2010                                       |
| 1987 | The Songlines             | Ścieżki śpiewu Pieśni stworzenia | Zysk i S-ka, 1998 Świat Książki, 2008                     |
| 1988 | Utz                       | Utz                              | Wydawnictwo Wojciech Pogonowski, 1993 Świat Książki, 2010 |
| 1989 | What Am I Doing Here?     | Co ja tu robię?                  | Państwowy Instytut Wydawniczy, 2006                       |
| 1993 | Photographs and Notebooks | -                                | -                                                         |
| 1997 | Anatomy of Restlessness   | Anatomia niepokoju               | Świat Książki, 2012                                       |
| 1998 | Winding Paths             | -                                | -                                                         |